# Antsahavaribe (Sambava)
Pour les articles homonymes, voir Antsahavaribe.
Antsahavaribe est une commune rurale malgache, située dans la partie centre-ouest de la région de Sava.